# Walter Bagehot
Walter Bagehot (Langport, Somerset, 3 de fevereiro de 1826 – Langport, 24 de março de 1877) foi um jornalista, empresário, e ensaísta britânico, que escreveu extensivamente sobre o Governo, Economia e Literatura. É usualmente considerado um dos mais brilhantes analistas políticos britânicos do século XIX.

## Biografia
Bagehot nasceu em Langport, Somerset, onde seu pai, Thomas Watson Bagehot, era diretor administrativo e vice-presidente do Stuckey's Banking Company. Bagehot frequentou a University College London (UCL), onde estudou Matemática, e em 1848 obteve o grau de mestre em Filosofia moral. Bagehot foi convidado pela Lincoln's Inn para participar de decisões dos tribunais, mas preferiu se juntar a seu pai em 1852 para cuidar dos negócios de sua família no setor bancário e de transportes marítimos.

## Jornalismo
Em 1855 Bagehot fundou o  periódico mensal National Review junto com seu amigo Richard Holt Hutton. Em 1860, Bagehot se tornou editor-chefe do The Economist, que tinha sido fundado por seu sogro, James Wilson. Nos dezessete anos em que atuou como seu editor, Bagehot expandiu as notícias sobre Política do The Economist, e aumentou a sua influência entre os formuladores de políticas.

## Livros

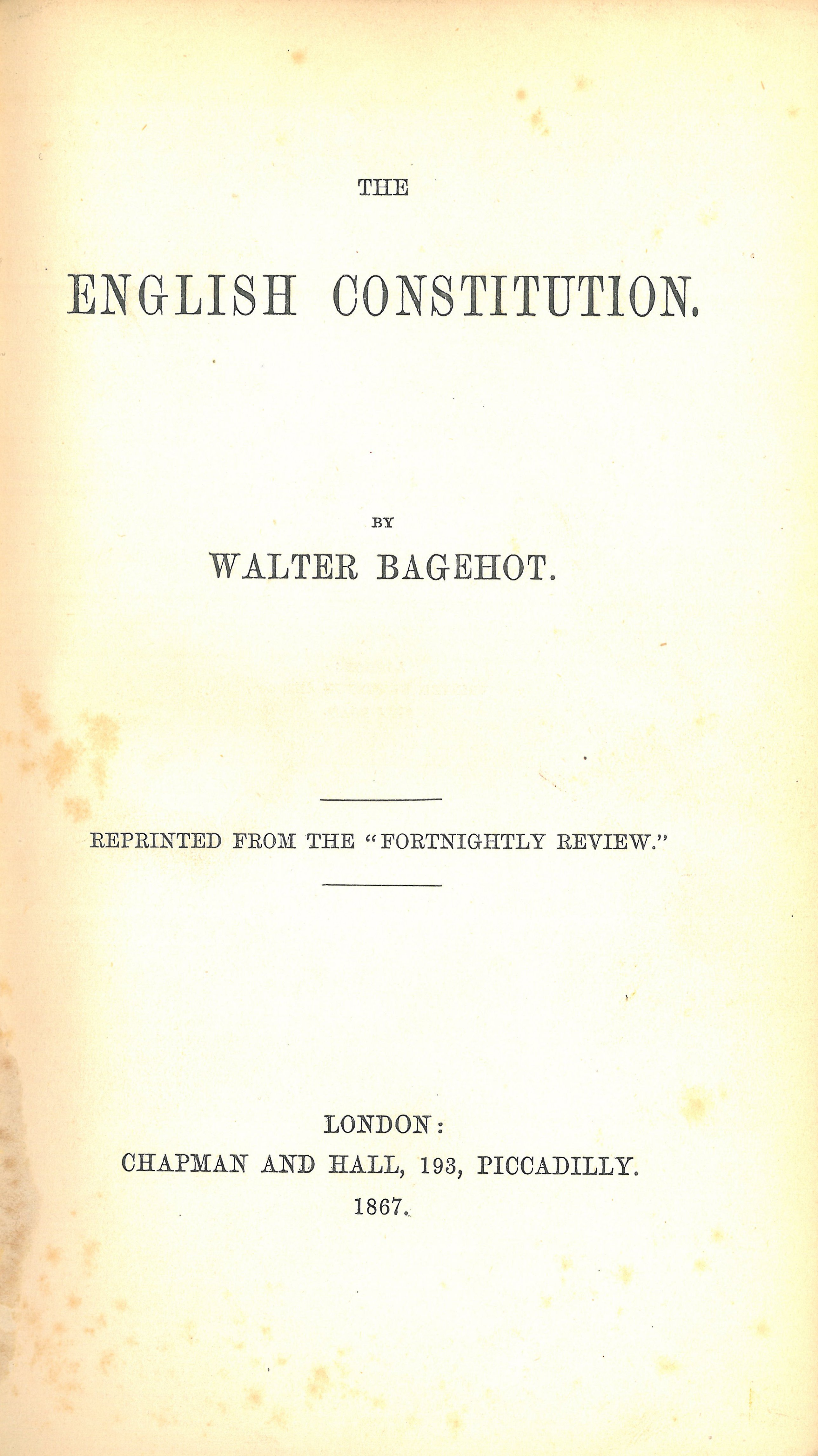
A página de rosto de The English Constitution de Bagehot (1ª ed., 1867).

Em 1867, Bagehot escreveu The English Constitution, um livro que explora a natureza da Constituição do Reino Unido, especificamente o seu Parlamento e a sua monarquia. Foi publicado juntamente com a aprovação pelo Parlamento do Reform Act de 1867, obrigando Bagehot a escrever uma introdução mais extensa para a segunda edição, que foi lançada em 1872.
Bagehot também escreveu Physics and Politics (1872), no qual ele examina como as civilizações se sustentam, argumentando que em sua fase mais antiga as civilizações estavam muitas em oposição aos valores do liberalismo moderno, na medida em que eram sustentadas pelo conformismo e pelo sucesso militar, mas uma vez se sentindo protegidas foi possível para elas evoluírem para sistemas que permitem uma maior diversidade e liberdade.
Em Lombard Street: A Description of the Money Market (1873) Bagehot procura explicar o mundo das finanças e bancário. Suas observações sobre finanças são frequentemente citadas por bancos centrais, mais recentemente, na esteira da crise financeira global, que começou em 2007. De importância particular é o dictum de Bagehot que em tempos de crise financeira dos bancos centrais devem emprestar livremente às instituições depositárias solventes, apenas com boas garantias e taxas de juros que sejam suficientemente elevadas para dissuadir os mutuários que na verdade não necessitam.

## Legado
Bagehot nunca se recuperou totalmente de um surto de pneumonia, sofreu em 1867, e morreu em 1877 de complicações do que foi dito ser um resfriado. Coleções de ensaios literários, políticos e econômicos de Bagehot foram publicadas após sua morte. Seus temas variaram de Shakespeare e Disraeli para o preço da prata. Em homenagem às suas contribuições, o comentário semanal do The Economist sobre assuntos atuais do Reino Unido recebe o título de "Bagehot". Todos os anos, a Political Studies Association britânica concede o Prêmio Walter Bagehot para a melhor dissertação em matéria de Governo e Administração pública.

## Obras selecionadas
- 1867 The English Constitution, Chapman and Hall, reeditado por Oxford University Press, ISBN 0-19-283975-6 (online; online; online).
- 1869 Universal Money (A Practical Plan for assimilating the English and America Money, as a step towards a Universal Money), Londres: Longmans.[8]
- 1872 Physics and politics or thoughts on the application of the principles of „natural selection“ and „inheritance“ to political society. King, Londres
- 1873 Lombard Street: A Description of the Money Market. King, London; reprinted Wiley, New York 1999, ISBN 0-471-34499-0 (online).

## Leituras adicionais
- Brian Hanley, "'The Greatest Victorian' em the New Century: The Enduring Relevance of Walter Bagehot's Commentary on Literature, Scholarship, and Public Life", Papers on Language and Literature, (primavera de 2004)
- The Pursuit of Reason: The Economist 1843–1993, Harvard Business School Press, Boston, Massachusetts ISBN 0-87584-608-4
- Brinton, Crane. "Walter Bageohot" em English Plolitical Thought in the 19th Century. Harper Torchbooks, 1962
- «"Bagehot, Walter"» (em inglês). . A Short Biographical Dictionary of English Literature. Wikisource. 1910